# Amédée Dherbecourt
Amédée-Joseph Dherbecourt, né le 31 mars 1865 à Bouchain (Nord) et décédé le 27 mai 1937 à Paris, est un homme politique français.

## Biographie
Il milite à la SFIO. Artisan sellier, puis employé des chemins de fer dans le 18e arrondissement de Paris, il y est conseiller municipal de 1906 à 1929. En 1916, il est vice-président du conseil municipal de Paris. Il est aussi conseiller général de la Seine, et occupe la présidence du conseil général en 1926-1927. Il est élu sénateur de la Seine en 1927. Inscrit au groupe SFIO, il est très peu actif. Il ne se représente pas en 1935.
Amédée-Joseph Dherbecourt sera aussi administrateur de la Verrerie coopérative ouvrière d'Aniche
Ses cendres se trouvent au columbarium du Père-Lachaise (case n°4110).

## Sources
- « Amédée Dherbecourt », dans le Dictionnaire des parlementaires français (1889-1940), sous la direction de Jean Jolly, PUF, 1960 [détail de l’édition]